# Jaume Santandreu Sureda
Jaume Santandreu Sureda   (Manacor, 9 de juny de 1938 - 1 de juny de 2025) fou un escriptor i capellà balear, tot i que abandonà el sacerdoci el 2010. Fou militant d'ERC a les Illes Balears.

## Biografia
El 1960 s'ordenà de prevere. Entre 1964-67 exercí com a missioner al Perú. L'11 de desembre de 2010 presidí la seva darrera eucaristia a la parròquia de Sant Francesc de Paula, a Palma, sis dies abans de la publicació de la segona edició d'Encís de minyonia.
Entrevistat per José Leoncio Garcia Mallada a Sal i llum (TV Manacor, 2006/7), li demanà dues vegades quina era la seva obra més important en poesia i quina en prosa. Totes dues vegades contestà En nom del pare, en poesia, i Encís de minyonia, en prosa. N'existeix la biografia Jaume Santandreu. El sexe del profeta, de Víctor Gayà (1997) i l'assaig Marginàlia: Jaume Santandreu i l'exclusió social a Mallorca (1967-2007), de Jaume Mateu.
El 2022 Jaume Santandreu i la seva parella, Miquel Àngel Castell, oficialitzaren la seva relació amb un acte públic.
| «                          | Vaig néixer mascle, mallorquí i capellà. Són tres caires essencials i irrenunciables de la meva personalíssima persona. Ningú no m'hi ha fet ni jo mateix ho he elegit. Som les tres coses des del ventre de la meva mare […] Cada un dels tres trets els visc a la meva pròpia manera singular. | » |
| — Encís de minyonia, p.129 | |   |

## Obra publicada

### Poesia
- Dos pams d'home. Impremta Politècnica. Palma, 1971. Premi Ciutat de Manacor, 1970. Pròleg de Miquel Àngel Riera.
- Nu - poemes. Caixa d'Estalvis de les Balears; Casa de Cultura. Manacor, 1972.
- Coratge d'un mot. Impremta Roig. Campos, 1975. pàg 69-113. Finalista del premi Andreu Roig a la quarta Festa de les Lletres a Campos, 1974.
- Cançons per al meu poble. Edició d'autor en forma i paper de diari i ofert de franc. Palma, 1979.
- Inventari de la nit. Ramon Llull; Espurnes, 6. Felanitx, 1980.
- Pregó de l'Ecce Homo de la passió del nostre poble. Pregó de Setmana Santa, a instància de la Coral Polifònica de Bunyola. Parròquia de sant Mateu. Bunyola, 1980.
- En nom del pare. Caixa d'Estalvis de les Balears; Casa de cultura, 13. Manacor, 1983.
- Nissaga de sen. Casa de cultura de la Caixa de Balears. Manacor, 1985. Pròleg de Jaume Vidal Alcover.
- El cos de l'estimera. Foment de la cultura de la ciutat de Manacor. Tià de sa Real, 35. 1989. Pròleg de Guillem Cabrer.
- Inventari d'oratges. Caixa de Balears Sa nostra; Tià de sa Real, 39. Palma, 1993. Antologia a càrrec de Miquel Àngel Riera.
- Tristesa amant. Lleonard Muntaner, editor; Poesia, 2. Palma, 1996
- Els passos del marginat - pregó de Setmana Santa. Centre cultural de l'ajuntament de Felanitx. 1999.
- Paraula de poeta. Direcció General de Cultura de la Conselleria d'Educació i Cultura; Poemes essencials, 19. Palma, 2002.
- Espases d'avui al cor de la Pietat. 2004.
- Estopa encesa. Edicions del salobre; La rosa encofrada, 3. Port de Pollença, 2005.

### Teatre
- La segona mort. Lleonard Muntaner, editor. Poesia, 16. Palma, 2005.

### Prosa de ficció
- El denari del profeta. Moll; Tomir, 13, Palma, 1988.
- Camí de coix. Moll; Raixa, 119-120. Palma, 1980. Escrita entre 1972 i 1978.
- Mamil·la, encara. Tres i Quatre; La unitat, 91. València, 1984. Premi de narrativa Andròmina dels Premis Octubre, 1984.
- Descalç al carreró de les serps. Teix; col. Espurna. 1988.
- Contes malignes. Lleonard Muntaner, editor; Aliorna, 11. Palma, 2001.
- Mortuus Dei. Lleonard Muntaner, editor; Aliorna, 12. Palma, 2002.
- Catedral amb armaris. Llibres de l'Índex; Narrativa contemporània, 9. Barcelona, 2004. Primer premi de narrativa gai-lèsbica Terenci Moix.
- Negrada, 2006.
- Llobacarda - confessions d'un capellà terrol. Lleonard Muntaner, editor; Aliorna, 28. Palma, 2010.
- Operació Tiara, 2016.

### Prosa d'assaig
- Camada. Foment de la Cultura de la Ciutat de Manacor; Tià de sa Real, 11. Manacor, 1982. Pròleg de Gabriel Janer Manila.
- Virreis de la misèria. Consell Insular de Mallorca. Palau Reial 1, núm. 11; 4-10. 1988.
- Joan Pla i Garcia, vist per a sentència. Lleonard Muntaner, editor; Mallorquins en diàleg, 9. Palma 2000.

### Prosa personal
- Els negres ajuden a fer fosca - cançoner africà. Edicions Cort. Palma, 1977. Pròleg de Jeroni Fito.
- Encís de minyonia. Caixa de Balears Sa nostra; Tià de sa Real, 48. Palma, 1997. Autobiografia de la seva infància.
- Déu meu. Lleonard Muntaner, editor. Palma; desembre 2018.